# گومروو (شهرستان داولکانوفسکی، باشقیرستان)
گومروو (انگلیسی: Gumerovo, Davlekanovsky District, Republic of Bashkortostan) یک شهرک در شهرستان داولکانوفسکی در استان باشقیرستان کشور روسیه است.